# Pasquale Bruno
Pasquale Bruno (né le 19 juin 1962 à San Donato di Lecce dans la province de Lecce en Italie) est un joueur de football italien, qui jouait en tant que défenseur.
Surnommé O Animale pour sa rage, il était connu pour sa violence et son agressivité dans le jeu.

## Biographie
Né et ayant grandi aux alentours de la ville de Lecce dans les Pouilles, il commence sa carrière professionnelle avec son club formateur et également gros club de sa région de l'US Lecce en 1979, club où il reste jusqu'en 1983, année où il part rejoindre le Calcio Côme pour cinq ans. 
En 1987, il signe à la Juventus de Turin et est transféré chez sa rivale du Torino FC trois ans plus tard.
En 1993, il part évoluer sous les couleurs de la Fiorentina, puis retourne à l'US Lecce, avant de partir finir sa carrière en Écosse du côté du Heart of Midlothian en 1995, puis en Angleterre au Wigan Athletic en 1997.
En 2002, à 40 ans et presque cinq ans après sa retraite, il rejoue (en tant qu'attaquant) dans un club amateur dirigé par son frère, le Delta San Donato.

## Palmarès
Juventus
- Coupe d'Italie :
  - Vainqueur : 1989-90.

- Coupe UEFA :
  - Vainqueur : 1989-90.

 Torino
- Coupe Mitropa :
  - Vainqueur : 1991.

- Coupe d'Italie :
  - Vainqueur : 1992-93.

 Fiorentina
- Championnat d'Italie D2 :
  - Vainqueur : 1993-94.